# Valsugana
La Valsugana est une vallée au sud-est du Trentin, à la limite avec la province de Vicence. Elle est orientée ouest-est.
Au sud elle est délimitée par les plateaux d'Asiago, Luserna, Lavarone et Folgaria et au nord par la chaîne des Lagorai. Son extrémité occidentale est proche de la ville de Trente et de la vallée de l'Adige, tandis qu'à l'est elle est encaissée entre le plateau d'Asiago et le mont Grappa où elle prend le nom de Canal de Brenta, elle débouche enfin dans la plaine de la Vénétie aux alentours de Bassano del Grappa.
La Valsugana est parcourue par la Strada Statale 47, en grande partie à quatre voies, qui relie directement Bassano del Grappa (et de là Vicenza et Padoue) à Trente. Une voie ferrée relie également Trente et la Vénétie orientale (Bassano del Grappa, Padoue et Venise). Sur le trajet compris entre Borgo Valsugana et Trente a été mis en fonction un 'métropolitain de surface', à fréquence élevée en liaison avec les autobus. De plus petites routes relient la Valsugana avec le Val di Fiemme (par le col du Manghen) et le plateau du versant méridional.
Trois secteurs découpent la vallée d'ouest en est : la Haute Valsugana, la zone des lacs de Levico et de Caldonazzo puis la Basse Valsugana. Le centre principal de la Haute Valsugana est Pergine Valsugana. Cette partie de la vallée est large et spacieuse, riche en terres cultivées et plantées d'arbres fruitiers (essentiellement des pommes et des cerises) et d'autre part elle accueille des petites entreprises industrielles. Le fond de la vallée est parcouru par le torrent de la Fersina, canalisé en direction de l'ouest par une gorge qui aboutit aux environs de Trente.
À l'est de Pergine se trouvent les lacs de Caldonazzo et de Levico, noms des agglomérations qui se trouvent sur leur rives. La vocation de cette partie de la vallée est le tourisme estival, avec un public familial et de seniors, originaire d'Europe du Nord. De ces lacs est issu le fleuve de la Brenta, qui s'écoule en direction de l'est. Les flancs de la montagne deviennent plus abrupts et se couvrent de forêts.
Borgo Valsugana est le centre de la Basse Valsugana, situé dans un resserrement de la vallée. Avec de nombreux centres plus petits, le territoire devient plus urbanisé. Ce secteur est occupé par l'agriculture et de petites industries. Les montagnes du versant méridional de la vallée sont caractérisées par des parois rocheuses calcaires tandis que le versant septentrional est largement couvert de forêts sur un sol granitique.